# 勐康乡
勐康乡，旧译勐看乡、勐坎乡，是缅甸掸邦东部第四特区南板县下辖的一个乡。

## 地理
勐康乡位于南板县东南部，与湄公河乡、迪斯乡、勐索乡等相接。

## 行政区划
勐康乡下辖14个村寨：
- 万龙村（ဝမ်လုံရွာ）
- 万豪村（ဝမ်ဟောရွာ）[4]
- 南迁村（နမ့်ချဲ့ရွာ）[5]
- 南顿村（နမ့်ဒွေရွာ）[6]
- 查波村（ချားဘောရွာ）[7]
- 颠兰村（တဲလာရွာ）[8]
- 罗佐村（လိုကျိုရွာ）[9]
- 习角村（ရှီဂျော်ရွာ）[10]
- 回衮村（ဟွေကွန်းရွာ）[11]
- 万别龙村（ဝမ်ပက်လုံရွာ）[12]
- 万纳瑶村（ဝမ်နားယောင်းရွာ）[13]
- 万亨波村（ဝမ်ဟင်ပေါင်ရွာ）[14]
- 罗古老寨（လိုကူးရွာဟောင်း）[15]
- 罗古新寨（လိုကူးရွာသစ်）[16]

## 民族
勐康乡以傣族、僾尼族和布朗族为主。

## 教育
勐康乡勐康卫理学校是一所基督教背景学校，由马来西亚基督教卫理公会支持建校。